# Eurytoma samsonowi
Eurytoma samsonowi är en stekelart som beskrevs av Vassiliev 1915. Eurytoma samsonowi ingår i släktet Eurytoma och familjen kragglanssteklar. Inga underarter finns listade i Catalogue of Life.